# Haniffia albiflora
Haniffia albiflora är en enhjärtbladig växtart som beskrevs av Kai Larsen och J.Mood. Haniffia albiflora ingår i släktet Haniffia och familjen Zingiberaceae. IUCN kategoriserar arten globalt som sårbar.
Artens utbredningsområde är Thailand. Inga underarter finns listade i Catalogue of Life.